# مال‌بینه‌سی
مال‌بینه‌سی (به لاتین: Malbinəsi) منطقه‌ای مسکونی در جمهوری آذربایجان است که در شهرستان یولاخ واقع شده است. مال‌بینه‌سی ۲۱۶۸ نفر جمعیت دارد.